# Jeges Miklós
Jeges Miklós (Kecskemét, 2000. november 10.) magyar énekes, operatőr, vágó.

## Élete
Születésétől kezdve Dunavecsén él. Általános iskolai tanulmánya során zongorázni tanult a Violin Alapfokú Művészeti Iskola dunaújvárosi székhelyének keretén belül.
Művészi vénája már gyermekkorában feltűnt, melyre hatással volt Michael Jackson és az EDDA Művek zenei világa, valamint az együttes frontembere Pataky Attila, azonban csak középiskolai tanulmányai során kezdte kamatoztatni. 2016. március 7-én debütált a Rudas Szakgimnáziumban, mint Michael Jackson imitátor, ekkor vált egy kis részévé Dunaújváros kulturális életének is. Számos helyen fellépett: 2016 és 2017 novemberében a Dunaújvárosi Egyetemen, valamint a Dunaferr Szakközép- és Szakiskola pályaválasztási napján is. 2018 áprilisában részese volt a Fejér Megyei Diáknapoknak, valamint a Helikoni Ünnepségeknek Keszthelyen, ahol sótájm és mozgásművészet kategóriában mindkét helyen arany minősítéssel jutalmazták.
2017 júliusától tagja volt a kunszentmiklósi 7TV Kistérségi Televízió stábjának egészen 2021 decemberéig.
2018. december 7-én jött a nagyobb áttörés, ahol új oldalát mutatta meg a a nyilvánosság előtt, mint énekes. A Rudas Szakgimnázium végzőseként a szalagavató műsor során előadta a dunaújvárosi Bánki Donát Szakgimnázium és Szakközépiskola kórusának (Centrum kórus) közreműködésével az EDDA Művek egyik kultikus dalát, az Érzést.
2022. április 10-én jelent meg az EDDA Művek RETRO II. koncert DVD-je, amelyen helyet kapott minden tekintetben első, hivatalosan kiadott munkája. A werkfilm néhány percben összefoglalja az együttes 48 éves fennállását, továbbá a 2021. december 28-ai nagykoncert előkészületeit és a kulisszák mögött történő eseményeket.

## Elismerései
- Fejér Megyei Diáknapok – "Sótájm" kategória: arany minősítés (2018)
- Helikoni Ünnepségek – Mozgásművészet kategória: arany minősítés (2018)
- Rudas-díj: Kulturális élet (2019)